# 太田邦夫
太田邦夫（おおた くにお、1913年2月23日 - 1997年4月23日）は、昭和・平成期の病理学者。東京医科歯科大学、東京大学各名誉教授、日本医学会4代会長。

## 略歴
兵庫県神戸市にて大阪商船副社長の太田丙子郎の長男として生まれる。旧制第一高等学校を経て1937年（昭和12年）東京帝国大学医学部医学科を卒業し、陸軍軍医として北支やラバウルで死線を彷徨う。
東京帝大助手を経て1941年に同講師、1944年医学博士号取得、癌研究所病理部長、1948年東京医科歯科大学教授となる。癌研所長の中原和郎の推薦で、ニューヨーク市のスローン・ケタリング癌センター（en:Memorial Sloan Kettering Cancer Center、アルフレッド・スローン、チャールズ・ケタリングの寄付による研究施設）に留学し、外科病理を研修。このときに太田が撮影した顕微鏡写真は、その後整理されて癌研の太田コレクションとして多くの病理医を助けた。帰国後は病理学者の交流会「若蘭会」を立ち上げたり、病理部と手術室をテレビで繋ぐ装置を設置したり、外科病理学の発展に貢献した。
1963年東京大学教授、1972年東京都老人総合研究所所長、1984年日本医学会会長を務めた。
1968年の和田心臓移植では、検察側の依頼で移植後死亡した患者の心臓弁の鑑定を担当した。

## 家族
- 父・太田丙子郎 (1876-) ‐ 大阪商船副社長。茨城県出身。小田倉伊予之助の長男に生まれ、妻の入夫となり、家督を継ぐ。1900年に商船学校航海科を卒業し、大阪商船の船長から出世して同社専務取締役、副社長を務め、退任後は、同社系列の摂陽商船社長、日本海事協会会長など多くの重役を務めた。[4]
- 母・太田晚稻（1886-） ‐ 愛知県士族・太田瑞穂の長女。東京府立第二高女出身。父方祖父・太田甚蔵は豊岡村_(愛知県額田郡)村長、父方叔父にヤマトマテリアル創業者・森川惣助、その妻の弟に朝倉希一。[4][5]
- 妻・千津（1919-） ‐ 柳田国男の四女。津田英学塾出身。[4]
- 子・太田英彦（1941-） ‐ 医学博士(東京医科歯科大学)、杏林大学元教授。[3][6]